# 南緯53度線
南緯53度線（なんい53どせん）は、地球の赤道面より南に地理緯度にして53度の角度を成す緯線。南緯53度線はその大部分が公海上を走っており、大西洋、オーストラリア、インド洋、太平洋、チリ、アルゼンチンを通過する。
この緯度の下では、夏至点時は16時間56分で、冬至点時の可照時間は7時間34分である。

## 通過する地域一覧
南緯53度線は、本初子午線から東に向かって以下の場所を通っている。
| 地理座標                                              | 国土・領土・領海 | 備考                                                                                         |
| ----------------------------------------------------- | ---------------- | -------------------------------------------------------------------------------------------- |
| 南緯53度0分 東経0度0分 / 南緯53.000度 東経0.000度     | 大西洋           |                                                                                              |
| 南緯53度0分 東経20度0分 / 南緯53.000度 東経20.000度   | インド洋         | マクドナルド諸島（ オーストラリア）のちょうど北を通過する。                                  |
| 南緯53度0分 東経73度15分 / 南緯53.000度 東経73.250度  | オーストラリア   | ハード島                                                                                     |
| 南緯53度0分 東経73度25分 / 南緯53.000度 東経73.417度  | インド洋         |                                                                                              |
| 南緯53度0分 東経147度0分 / 南緯53.000度 東経147.000度 | 太平洋           |                                                                                              |
| 南緯53度0分 西経74度28分 / 南緯53.000度 西経74.467度  | チリ             | Desolación Island                                                                            |
| 南緯53度0分 西経73度57分 / 南緯53.000度 西経73.950度  | マゼラン海峡     |                                                                                              |
| 南緯54度0分 西経73度25分 / 南緯54.000度 西経73.417度  | チリ             | ムニョス・ガメロ半島 リエスコ島                                                              |
| 南緯53度0分 西経71度52分 / 南緯53.000度 西経71.867度  | Seno Otway       |                                                                                              |
| 南緯53度0分 西経71度15分 / 南緯53.000度 西経71.250度  | チリ             | ブルンスウィック半島                                                                         |
| 南緯53度0分 西経70度49分 / 南緯53.000度 西経70.817度  | マゼラン海峡     |                                                                                              |
| 南緯53度0分 西経70度24分 / 南緯53.000度 西経70.400度  | チリ             | フエゴ島                                                                                     |
| 南緯53度0分 西経68度36分 / 南緯53.000度 西経68.600度  | アルゼンチン     | フエゴ島                                                                                     |
| 南緯53度0分 西経68度15分 / 南緯53.000度 西経68.250度  | 大西洋           | Beauchene Island（ フォークランド諸島）〔 アルゼンチンが領有権主張〕のちょうど南を通過する。 |